# 19 días y 500 noches
19 días y 500 noches è l'undicesimo album in studio del cantautore spagnolo Joaquín Sabina, pubblicato nel 1999.

## Tracce
1. Ahora que... – 6:49 (Sabina, Varona, Paco Bastante)
2. 19 días y 500 noches – 4:45 (Sabina)
3. Barbi Superestar – 6:37 (Sabina)
4. Una canción para la Magdalena – 4:15 (Sabina, Milanés)
5. Dieguitos y Mafaldas – 5:35 (Sabina)
6. A mis cuarenta y diez – 7:11 (Sabina, Antonio Oliver)
7. El caso de la rubia platino – 4:50 (Sabina, Stivel, Enrique «Quique» Berro)
8. Donde habita el olvido – 3:32 (Sabina, Varona, Antonio García de Diego)
9. Cerrado por derribo – 4:37 (Sabina, Stivel)
10. Pero qué hermosas eran – 7:29 (Sabina, Antonio Oliver)
11. De purísima y oro – 4:52 (Sabina, Antonio Oliver)
12. Como te digo una "co" te digo la "o" – 8:41 (Sabina, Antonio Oliver, Sergio Véliz)
13. Noches de boda (con Chavela Vargas) – 4:42 (Sabina)